# استان آنگارائس
استان آنگارائس (به اسپانیایی: Provincia de Angaraes) یک استان در پرو است که در منطقه اوئانکاولیکا واقع شده‌است. استان آنگارائس ۱٬۹۵۹٫۰۳ کیلومتر مربع مساحت و ۵۱٬۹۳۱ نفر جمعیت دارد.
۷۸٫۶۳٪ مردم این استان به زبان‌های کچوا و ۲۱٫۱۲٪ به زبان اسپانیایی صحبت می‌کنند.